# Aleksiej Siergiejew
Aleksiej Andriejewicz Siergiejew (ros. Алексей Андреевич Сергеев, ur. 1905 we wsi Rodionowka w guberni moskiewskiej, zm. w grudniu 1978 w Mińsku) – pułkownik, radziecki funkcjonariusz służb specjalnych.

## Życiorys
Od kwietnia 1924 do września 1926 studiował w Leningradzkim Instytucie Pracy, w którym następnie był praktykantem, 1924-1929 należał do Komsomołu, a od 1929 do WKP(b). Od czerwca do października 1927 pracował w zakładzie „Elektrosiła” w Leningradzie, od października 1927 do kwietnia 1930 służył w wojskach OGPU, od kwietnia 1930 do lipca 1932 pracował w Pełnomocnym Przedstawicielstwie OGPU przy Radzie Komisarzy Ludowych ZSRR na Białoruski Okręg Wojskowy, a od lipca 1932 do sierpnia 1933 był pełnomocnikiem pełnomocnika operacyjnego Miejskiego Oddziału GPU w Borysowie. Od sierpnia 1933 do stycznia 1934 był słuchaczem kursów Wydziału Kadr GPU przy Radzie Komisarzy Ludowych Białoruskiej SRR, od stycznia 1935 do kwietnia 1936 zastępcą szefa Wydziału Politycznego Sowchozu „Priwalje” ds. OGPU/NKWD w Białoruskiej SRR, a od kwietnia 1935 do sierpnia 1936 zastępcą szefa Wydziału Politycznego Sowchozu „Kommunar” ds. NKWD w Białoruskiej SRR, 23 marca 1936 został sierżantem bezpieczeństwa państwowego. W sierpniu 1936 został starszym pełnomocnikiem NKWD Białoruskiej SRR, potem szefem jednego z oddziałów Wydziału Zarządu Bezpieczeństwa Państwowego (UGB) NKWD Białoruskiej SRR, następnie do listopada 1939 był szefem wydziału NKWD Białoruskiej SRR, 7 czerwca 1939 awansowany na kapitana bezpieczeństwa państwowego.
Od 4 grudnia 1939 do 15 marca 1941 był szefem Zarządu NKWD obwodu brzeskiego, od 18 kwietnia do czerwca 1941 szefem Zarządu NKGB obwodu brzeskiego, od czerwca do października 1941 przebywał na leczeniu w szpitalu w Arzamasie, od listopada 1941 do lutego 1942 był szefem oddziału Wydziału Kontrwywiadowczego NKWD Kazachskiej SRR. Od lutego do kwietnia 1942 był szefem oddziału Wydziału Specjalnego NKWD Frontu Zachodniego, od kwietnia do lipca 1942 zastępcą szefa Zarządu NKWD obwodu smoleńskiego, później ponownie szefem oddziału Wydziału Specjalnego NKWD Frontu Zachodniego i do marca 1943 szefem oddziału Wydziału Specjalnego NKWD Frontu Centralnego, 11 lutego 1943 mianowany podpułkownikiem bezpieczeństwa państwowego. Od marca do listopada 1943 był szefem wydziału NKGB Białoruskiej SRR, od listopada 1943 do czerwca 1944 szefem Zarządu NKGB obwodu homelskiego, od czerwca 1944 do 11 kwietnia 1947 szefem Zarządu NKGB/MGB obwodu brzeskiego, 15 grudnia 1944 otrzymał stopień pułkownika bezpieczeństwa państwowego. Od 11 kwietnia 1947 do 31 marca 1953 był szefem Zarządu MGB obwodu witebskiego, od kwietnia 1953 do czerwca 1954 zastępcą szefa Zarządu MWD obwodu połockiego, od czerwca 1954 do kwietnia 1955 na emeryturze, od kwietnia do września 1955 pracował jako inspektor w instytucji gospodarczej w Połocku, następnie ponownie przeszedł na emeryturę.

## Odznaczenia
- Order Czerwonego Sztandaru (24 stycznia 1945)
- Order Wojny Ojczyźnianej I klasy
- Order Czerwonego Sztandaru Pracy (30 grudnia 1948)
- Order Czerwonej Gwiazdy (trzykrotnie, m.in. 3 listopada 1944)